# Georges Mouton de Lobau

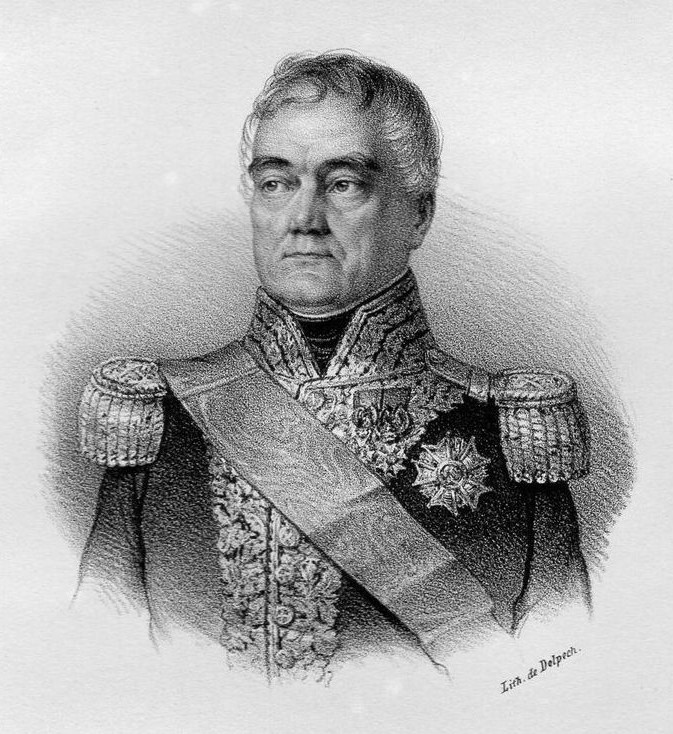
Georges Mouton de Lobau

Georges Mouton, comte  de Lobau (* 21. Februar 1770 in Phalsbourg, Frankreich; † 27. November 1838 in Paris, Frankreich) war ein  französischer Offizier in der Zeit der Revolutionskriege, der durch Napoleon zum Comte de Lobau (Graf von Lobau) erhoben und später zum Marschall von Frankreich ernannt wurde.

## Leben
Georges Mouton sollte nach dem Willen seiner Eltern Kaufmann werden. Aber 1792 trat er als Freiwilliger in die Légion de la Meurthe der französische Armee ein. Er wurde 1797 Chef de bataillon und kämpfte 1797 und 1798 in Italien unter Championnet. Er kommandierte dort das Kastell St. Angelo und war ein Adjutant von General Joubert in der Schlacht bei Novi. Er kam in das 3. Linienregiment und wurde 1800 Oberst (fr:Colonel) und Kommandeur. In der Zeit kämpfte er bei schlechter Versorgungslage auch mit der mangelhaften Disziplin der Truppe. 1800 verteidigte es Genua unter Massena und konnte am 11. April 5 Fahnen erobern. Beim Angriff auf das Fort Quezzi wurde er schwer verwundet und schon für tot gehalten, konnte sich aber wieder erholen.
Napoleon I. beförderte ihn Anfang 1805 im Lager von Boulogne zum Brigadegeneral (fr:Général de brigade) und bald darauf zu seinem Adjutanten. Während des österreichischen Kriegs von 1805 und während des preußischen von 1806 und 1807 war er beständig in der Nähe des Kaisers.
Nach dem Tilsiter Frieden zum Generalinspektor der Infanterie und zum Général de division befördert, erhielt er am 6. Dezember 1807 den Befehl über das Beobachtungskorps an den Pyrenäen. 1808 befehligte er eine Division in Spanien. Bei dem Ausbruch des österreichischen Kriegs (1809) nach Deutschland zurückgerufen, verhinderte er durch die Erstürmung von Landshut am 21. April die Vereinigung des Generals Hiller mit Erzherzog Karl. Am 22. Mai 1809 erstürmte er während der Schlacht von Aspern an der Spitze der Füsiliere der Kaisergarde das Dorf Eßling bei Wien und trug hierdurch wesentlich zur Rettung des größtenteils in den Donauauen auf der Insel Lobau zusammengedrängten französischen Heers bei, wofür ihn der Kaiser als Comte de Lobau zum comte de l’Empire in der Noblesse impériale ernannte.

### Von Napoleons Rückkehr bis Waterloo
1812 war er als Generaladjutant einer der wenigen Begleiter Napoleons bei dessen Rückkehr nach Frankreich. Im Frühjahr 1813 focht er bei Lützen und Bautzen, nach der Niederlage von Kulm erhielt er an Vandammes Stelle den Befehl über die Reste des geschlagenen Korps.
Mit dem Marschall Gouvion Saint-Cyr wurde er in Dresden eingeschlossen, war er in die Kapitulation desselben inbegriffen und blieb bis zum Frieden in österreichischer Gefangenschaft.
Nach Frankreich zurückgekehrt, erhielt er nach der Rückkehr Napoleons von der Insel Elba 1815 von diesem den Befehl über die 1. Militärdivision sowie die Pairswürde und kämpfte an der Spitze des 6. Armeekorps mit bei Ligny und Waterloo. Hier geriet er in die Gefangenschaft der Engländer.

### Restauration
Nach der Restauration gehörte er zu den 38 Personen die aus Frankreich verbannt waren, so nahm er seinen Aufenthalt in Belgien, bis er 1818 die Erlaubnis zur Rückkehr erhielt. 1828 von dem Departement der Meurthe zum Abgeordneten gewählt, stimmte er für die Adresse der 221 und wurde nach der Julirevolution zum Mitglied der Munizipalkommission ernannt, die provisorisch die Regierung übernahm.
Am 26. Dezember 1830 erhielt er an Lafayettes Stelle den Befehl über die Nationalgarde, an deren Spitze er mit Energie die Tumulte von 1832 und 1834 unterdrückte. Am 30. Juli 1831 erhielt er den Marschallstab.
Er starb 1838 in Paris und wurde im Caveau des Gouverneurs der Cathédrale Saint-Louis-des-Invalides in Paris beigesetzt.
Sein Name ist am Triumphbogen in Paris in der 14. Spalte (MOUTON) eingetragen.